# Le Duel des héros

Le Duel des héros (titre original : Draw !) est un téléfilm canado-américain de Steven Hilliard Stern diffusé en 1984.

## Synopsis
Accusé d'un meurtre qu'il n'a pas commis, Harry Holland kidnappe une jeune actrice pour essayer de s'en sortir. Mais l'ex-shérif Starret intervient et Holland n'a pas d'autre choix que de se rendre...

## Fiche technique
- Titre original : Draw !
- Réalisation : Steven Hilliard Stern
- Scénario : Stanley Mann
- Directeur de la photographie : Laszlo George
- Montage : Ron Wisman
- Musique : Kenneth Wannberg
- Costumes : Wendy Partridge (sous le nom de Wendy Hudolin)
- Décors : Bill Brodie
- Production : Roland I. Cohen
- Genre : Western, Comédie
- Pays :  Canada,  États-Unis
- Durée : 98 minutes (1 h 38)
- Date de diffusion :
  - Canada : 20 mars 1984 (Première du Banff Television Festival)
  - États-Unis : 15 juillet 1984

## Distribution
- Kirk Douglas (VF : Roger Rudel) : Harry H. "Handsome" Holland
- James Coburn (VF : Henry Djanik) : Sam Starret
- Alexandra Bastedo : Bess
- Graham Jarvis (VF : Claude Joseph) : l'adjoint Wally Blodgett
- Derek McGrath (VF : Roger Carel) : Reggie Bell
- Jason Michas : Moses
- Len Birman : Ephraim
- Maurice Brand : M. Gibson
- Graham McPherson : Eugene Lippert, l'éditeur du Bell City Gazette
- Vladimir Valenta : Mordecai Hurwitz
- Linda Sorensen : Teresa
- Gerard Parkes : Fawcett, le juge des circuits
- Richard Donat : le shérif Harmon
- Frank Adamson : Lenny, le barman du saloon
- Stuart Gillard : Dr West
- Miles Vasey : Charlie Tucker